# Zion Williamson
Zion Lateef Williamson (Salisbury, 2000. július 6. –) amerikai kosárlabdázó, aki jelenleg a New Orleans Pelicans játékosa a National Basketball Associationben (NBA), erőcsatárként játszik. Egy domináns elsőéves szezon után a Duke Blue Devils csapatában, egyetemen, a Pelicans első helyen választotta a 2019-es NBA-drafton. 2020-ban beválasztották az NBA Első újonc csapatba, 2021-ben pedig a negyedik legfiatalabb játékos lett, akit All Star csapatba választottak.
Williamson középiskolában a Spartanburg Day School-t látogatta, ahol öt csillagos játékosnak számított és a 2018-as év legjobb öt játékosa közé tartozott. Sorozatban három állami bajnokságot nyert csapatával és elnyerte a Dél-Karolina Mr. Basketball díjat utolsó évében. Középiskolában beválasztották a McDonald All-American és a USA Today All-USA csapatokba. Országos hírnevet szerzett magának látványos zsákolásai miatt.
Egyetlen szezonjában a Duke Egyetemen megkapta az ACC Az év játékosa díjat, az ACC Az év sportolója díjat és az ACC Az év újonca díjat. 2019 januárjában beállította a rekordot a legtöbb szerzett pontért egy meccsen, elsőévesek között. Ötször lett az ACC Hét újonca, megválasztotta az AP és a Sporting News Az év játékosának.

## Fiatalkora
Williamson Salisbury-ben született (Észak-Karolina). Kosárlabda mellett futballozott és amerikai futballozott is, quarterback poszton. Mikor öt éves volt, eldöntötte, hogy kosárlabdázni fog. Kilenc évesen elkezdett minden nap 5:00-kor felkelni, hogy edzésekre járjon. Utánpótlás bajnokságokban játszott a Sumter Falcons (AAU) csapatában, amelynek anyja volt az edzője. Itt nála négy évvel idősebbekkel játszott. Később elkezdett mostohaapjával dolgozni, aki korábban játszott egyetemen. Ekkor még irányító volt. Két éves karrierje alatt általános iskolában, összesen három mérkőzést vesztett el és mérkőzésenként 20 pontot szerzett. 2013-ban főcsoportgyőztes lett a Johnakinnel.

## Középiskolai pályafutása

### Kilencedik és tizedik osztály
Williamson Spartanburgben, Dél-Karolinában járt iskolába, a Spartanburg Day magániskolába, a Griffins csapat tagjaként. Nyolcadik és kilencedik osztály között 16 centimétert nőtt, középiskolai éveit már 191 cm magasan kezdte meg. A nyáron Williamson az iskola edzőtermében edzett és mire elkezdődött a szezon már tudott zsákolni. Ekkor tagja volt a South Carolina Hornets AAU-csapatnak, ahol együtt játszott Ja Moranttel. Williamson kilencedik osztályban 24,4 pontot, 9,4 lepattanót, 2,8 gólpasszt, 3,3 labdaszerzést és 3 blokkot átlagolt, beválasztották az állami és regionális csapatokba. A Spartanburg Day-jel másodikak lettek az állami bajnoki tornán. 2015 márciusában részt vett a SCISA North-South All Star-gálán, Sumterben, Dél-Karolinában. Második szezonjára már elérte mai magasságát, 198 cm-t. Tizedikesként 28,3 pontot, 10,4 lepattanót, 3,9 blokkot és 2,7 labdaszerzést átlagolt, megválasztották a SCISA Region I-2A Év játékosának. Az iskola történetében először megnyerték a SCISA Region I-2A bajnoki címet. 2016 júniusában Williamson részt vett a National Basketball Players Association (NBPA) Top 100 táborban és ő volt a legtöbb pontot szerző játékos. Augusztusban megnyerte az Under Armour Elite 24 zsákolási versenyt New Yorkban.

### Tizenegyedik osztály
Tizenegyedikesként Williamson 36,8 pontot, 13 lepattanót, 3 gólpasszt és 2,5 blokkot átlagolt. A szezon előtt a Naismith Prep Év játékosa díj 50 legvalószínűbb győztese közé választották. A 2016–2017-es szezontól Williamson országos szinten ismert lett, gyakran több millióan látták egyes róla feltöltött videókat. 2016. november 15-én mutatkozott be, 42 pontot és 16 lepattanót szerezve a Cardinal Newman Középiskola elleni győzelem során. Ugyanebben a hónapban Stephen Curry NBA-játékos méltatta Williamsont. November 24-én Williamson 50 pontot szerzett, 10 zsákolással, 16 lepattanó és 5 blokk mellett a Proviso East Középiskola ellen, a Tournament of Champions tornán. A Gray Collegiate Academy ellen tornarekord 53 pontot szerzett a Chick-fil-A Classic-on december 21-én, 16 lepattanó mellett és 89%-os dobóhatékonysággal. December 30-án 31 pontja és 14 lepattanója volt a Farm Bureau Insurance Classic tornán és megnyerte a legértékesebb játékos díjat. 2017. január 15-én Drake viselte egy mezét Instagramon, ami még ismertebbé tette.
Williamson január 20-án szerezte meg 2000. pontját pályafutásában, mikor 48-at szerzett az Oakbrook Preparatory School ellen. Február 14-én vezetésével a Spartanburg Day megverte az Oakbrook Prep-et és megnyerte a SCISA Region I-2A bajnoki címet. Williamson 37 pontot szerzett a 105–49 végeredményű meccsen. Megdöntötte a rekordot a legtöbb 30 pontos mérkőzésért, huszonhéttel. Ismét megnyerte a SCISA Region I-2A Év játékosa díjat. A MaxPreps középiskolai sportszakértő weboldal az év tizenegyedikesének választotta és tagja lett a High School All-American első csapatnak, míg a USA Today High School Sports beválasztotta az All-USA első csapatba. 2017. április 22-én 26 pontja ls 7 lepattanója volt, mikor a SC Supreme AAU-csapatban játszott, a Romeo Langford vezette Twenty Two Vision ellen. Júniusban a Slam magazin főcímlapján szerepelt. Egy július 27-i AAU-meccsen 28 pontja volt LaMelo Ball és csapata, a Big Ballers ellen. Augusztusban az Adidas nemzetek tábora legértékesebb játékosának választották, miután 22,5 pontot és 7,2 lepattanót átlagolt.

### Végzős szezon
Végzős szezonjában Williamson 36,4 pontot, 11,4 lepattanót és 3,5 gólpasszt átlagolt. 2017. november 15-én játszotta első mérkőzését az évben, 46 pontot és 15 lepattanót szerezve a Christ Iskola elleni vereség során. November 21-én játszotta első mérkőzését hazai pályán, 29 pontja és 11 lepattanója volt a Hammond elleni 70–62 arányú győzelem során. A meccsen megsérült bal lába, minek következtében több, mint egy hónapot ki kellett hagynia. Felépülése közben azt mondta, hogy „ez az időszak jó volt arra, hogy mentálisan fejlődjek.” Január 11-én tért vissza, 31 pontot szerezve az Asheville Keresztény Akadémia ellen. Két nappal később egy országosan közvetített mérkőzésen a Hoophall Classic-on 36 pontot szerzett a Chino Hills Középiskola elleni vereség során. Utolsó hazai meccsén 30 pontja és 13 lepattanója volt, február 8-án, a Greensboro Day Iskola elleni győzelem során. Február 17-én 37 pontot, 10 lepattanót és 5 labdaszerzést szerzett, beleértve 3000. pontját, a Spartanburg Keresztény Akadémia ellen. Egy héttel később vezetésével az iskola megnyerte harmadik SCISA Region I-2A bajnoki címét, 38 ponttal a Trinity Collegiate Iskola ellen.
Március 28-án Williamson játszott a 2018-as McDonald’s All-American mérkőzésen, ahol 8 pontja volt 17 perc alatt, mielőtt lecserélték egy ujjsérülés miatt. A sérülés miatt ki kellett hagynia a Jordan Brand Classic és Nike Hoop Summit gálákat is a következő hónapban. A 2017–2018-as szezonban beválasztották a USA Today All-USA első csapatba és a MaxPreps All-American második csapatba. Ezek mellett megkapta a Dél-Karolina Mr. Basketball címet és második lett a Mr. Basketball USA címért.

### Utánpótlás értékelések
A Wofford volt az első egyetem, ami ajánlatot adott Williamsonnak, mikor kilencedikes volt. 2015 nyarán Williamson kiemelkedően teljesített a South Carolina Hornets AAU-csapattal, osztályának egyik legjobb játékosa volt. Tizedikes szezonja végén 16 NCAA Division I programtól kapott ajánlatot, többek között a Clemson, a Florida, és a Dél-karolinai Egyetemektől, de a döntését nem tervezte meghozni végzős évéig. 2016 nyarán a leginkább érdekelt iskolák a Clemson, a Florida, az Észak-karolinai Egyetem és a South Carolina voltak. 2016. augusztus 30-án kapta meg ajánlatát a Duke-tól. Kosárlabda-ajánlatok mellett amerikai futballra is hívták, mint Eric Mateos, az LSU tight end-edzője. Williamson a kosárlabda mellett döntött, nem érdekelte az amerikai futball. Tizenegyedikes éve előtt mát ötcsillagos utánpótlás-játékosnak tekintették és a 2018-as osztály legjobb játékosának nevezte a 247Sports. 2016 decemberében az ESPN utánpótlás-szakértő-igazgatója, Paul Biancardi azt mondta, hogy Williamson „osztályának legproduktívabb játékosa.” 2018-ra a legtöbben arra számítottak, hogy a Clemson játékosa lesz.
Egy 2018. január 20-án élőben közvetített ESPN-műsoron Williamson a Duke mellett döntött: „A Duke kiemelkedett, mert a testvériség felér egy családdal. Mike Krzyzewski az egyetemi kosárlabda történetének leglegendásabb edzője. Úgy érzem, hogy azzal, hogy a Duke Egyetemre megyek, nagyon sokat tudok tanulni tőle.” A Duke, aki sikeresen leszerződtette RJ Barrettet és Cam Reddish-t is, az első iskola lett az egyetemi kosárlabda történetében, aki a három legmagasabban rangsorolt játékost is soraiban tudhatta. Lee Anderson azt mondta, hogy a Clemson elvesztette egy „másfél mérföldes előnyt” leszerződtetése közben.
| Név                                                               | Szülőváros                                                         | Középiskola                 | Magasság       | Súly            | Döntés dátuma    |
| ----------------------------------------------------------------- | ------------------------------------------------------------------ | --------------------------- | -------------- | --------------- | ---------------- |
| Zion Williamson PF                                                | Spartanburg, SC                                                    | Spartanburg Day School (SC) | 198 cm (6' 6") | 123 kg (272 lb) | 2018. január 20. |
| Zion Williamson PF                                                | Értékelés: Scout: N/A Rivals: 247Sports: ESPN: ESPN-osztályzat: 96 |                             |                |                 |                  |
| Általános országos rangsorolás: Rivals: 5. 247Sports: 7. ESPN: 2. |                                                                    |                             |                |                 |                  |

## Egyetemi pályafutása

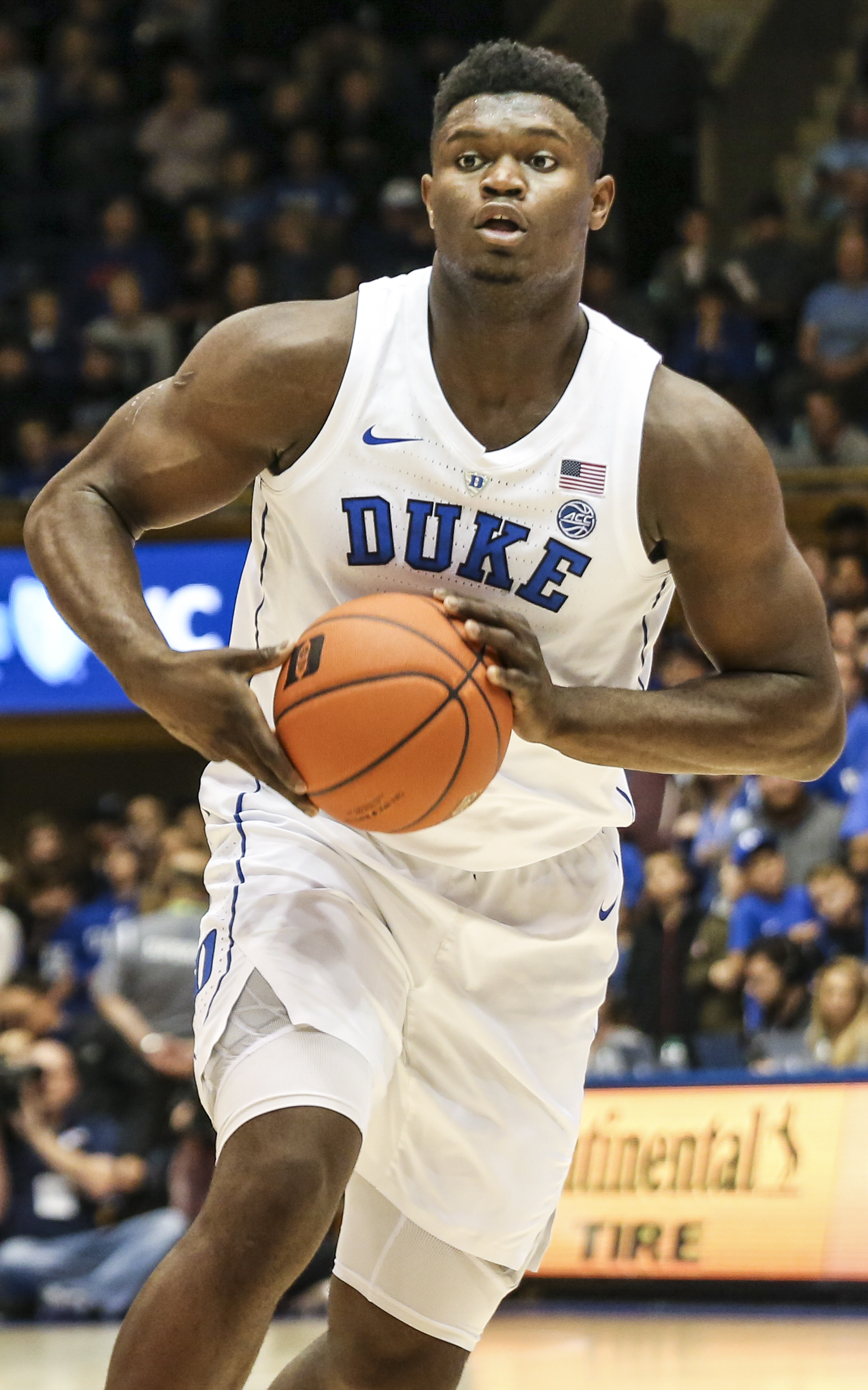
Williamson 2018 decemberében, a Duke Blue Devils színeiben

Williamson 2018. augusztus 15-én pályára lépett a Duke színeiben egy barátságos mérkőzésen a kanadai Ryerson Egyetem ellen, dupla-duplát szerezve, 29 ponttal és 13 lepattanóval, bedobva négyből három hárompontost. Megjelölték a Karl Malone-díj, a Naismith-trófea és a John R. Wooden-díj legvalószínűbb győztesei közé. November 6-án, első Duke-mérkőzésén az alapszakaszban, Williamson 28 pontot szerzett, 85%-os dobóhatékonysággal, 23 perc játék alatt a Kentucky ellen. Ezen a mérkőzésen ő és RJ Barrett is megdöntötték a Duke debütáló játékosok pontszerzési rekordját, amit korábban Marvin Bagley III tartott. A következő meccsen, amit a csapat 94–72-re megnyert az Army ellen, Williamsonnak 27 pontja, 16 lepattanója és 6 blokkja volt. Az iskola történetének második játékosa lett, aki legalább 25 pontot, 15 lepattanót és 5 blokkot tudott szerezni egy mérkőzésen. Williamsont az Atlanti-parti Főcsoportban a hét elsőévesének és a hét játékosának választották.
2019. január 5-én ismét kiemelkedően teljesített, ezúttal a Clemson ellen, 22 perc alatt 25 ponttal, 10 lepattanóval és egy 360 fokos zsákolással. Két nappal később ismét megválasztották az ACC hét elsőévesének, másodjára a szezonban. Január 8-án 30 pontja, 10 lepattanója, 5 gólpassza és 4 labdaszerzése volt a Wake Forest elleni 87–65 arányú győzelem során. Január 12-én a Florida State ellen az ellenfél egyik játékosa megütötte Williamson szemét a második félidőben, aminek következtében ki kellett hagynia a meccs hátralévő részét. A Duke következő mérkőzésén visszatért, a Syracuse ellen és 35 pontot, 10 lepattanót, illetve 4 blokkot szerzett. Ezzel a teljesítménnyel megdöntötte a rekordot a legtöbb pontért egy mérkőzésen Duke játékosok közül, megelőzve Marvin Bagley III-t és J. J. Redick-et. Január 21-én Williamson megszerezte harmadik ACC a hét elsőévese díját. Egy héttel később 26 pontja és 9 lepattanója volt a Notre Dame ellen. Azzal, hogy egy szezonban kilencszer is legalább 25 pontot szerzett, Williamson új elsőéves rekordot döntött a Duke történetében. Február 2-án a St. John’s ellen 29 pontot szerzett, 5 labdaszerzés mellett. Két nappal később negyedjére is a hét elsőévesének nevezték és az országos díjat is megnyerte. Február 16-án volt harmadik 30 pontos mérkőzése, 32-t szerezve az NC State ellen. Ezzel megkapta ötödik hét elsőévese díját és második hét játékosa díját.
Február 20-án a North Carolina ellen megsérült Williamson térde, 36 másodperccel a mérkőzés kezdete után, mikor átszakadt cipője talpa és elcsúszott a pályán. Nem tért vissza a mérkőzésre, amit a Duke 88–72-re elvesztett. A Nike, Inc. cég értéke 1,1 milliárd dollárral esett vissza a sérülést követő napon. Az eset másnapján a Duke bejelentette, hogy Williamson akár a következő mérkőzésre is visszatérhet. A sérülés után több kosárlabda-szakértő is azt javasolta Williamsonnak, hogy ne játszon többet egyetemen, hiszen már egyébként is a 2019-es NBA-draft legjobb játékosának tekintették. Ezek mellett azért is kritizálták az NCAA-t, hogy nem fizet játékosainak. Az alapszakasz utolsó hat mérkőzésén már nem játszott. A szezon lezártával megválasztották az Év játékosának és az Év újoncának is az ACC-ben, amivel Jahlil Okafor és Marvin Bagley III után az egyetlen játékosa lett, akinek ez sikerült. Ezek mellett a tizedik Duke-sportoló lett, aki az ACC Év Sportolója díjat is elnyerte. Ezek mellett beválasztották az ACC Védekező és Újonc csapatokba is. A Sporting News is őt választotta az Év játékosának és az Év elsőévesének. Március 14-én tért vissza a pályára, 29 pontot, 14 lepattanót és 5 labdaszerzést szerezve a Syracuse ellen, az ACC-torna negyeddöntőjében. Az ACC, az iskola és a torna történetének leghatékonyabb mérkőzését játszotta, mind a 13 próbálkozását bedobta. Williamson lett az első Duke-játékos Christian Laettner 1992-es teljesítménye óta, aki legalább 25 pontot, 10 lepattanót és 5 labdaszerzést szerzett. Másnap 31 pontja volt, a mérkőzést bebiztosító pontokat beleértve, a North Carolina ellen az ACC-elődöntőben. Miután 21 pontja volt a Florida State ellen 73–63-ra megnyert döntőben, Williamson lett a torna legértékesebb játékosa, amivel mindössze a hatodik elsőéves lett, akinek ez sikerült.
A 2019-es NCAA-tornán a CBS kijelölt egy külön kamerát (a Zion Cam), ami az egész tornán Williamsont követte. Az első mérkőzésén a tornán 25 pontja volt a 16. North Dakota State elleni mérkőzésen. Március 24-én az UCF ellen 32 pontot tudott szerezni, 11 lepattanó és 4 gólpassz mellett. Ő lett az első játékos az iskola történetében, aki legalább 25 pontot, 11 lepattanót és 4 gólpasszt tudott szerezni egy NCAA-torna-mérkőzésen. Március 31-én ő dobta a legtöbb pontot a Michigan State és a Duke találkozásán, 24-et, illetve 14 lepattanót. A Duke a mérkőzésen kiesett a tornáról, mindössze egy ponttal alulmaradva a negyeddöntőben. 33 pályára lépésén újonc szezonjában 22,6 pontot, 8,9 lepattanót, 2,1 labdaszerzést és 1,8 blokkot átlagolt, 68%-os dobóhatékonysággal. Az utóbbi a legjobb volt az egész ACC-ben és második legjobb a NCAA első divíziójában. Minden idők legjobb újonc-dobóhatékonysága volt. Ezek mellett Kevin Durant és Anthony Davis után az első elsőéves lett, aki legalább 500 pontot, 50 labdaszerzést és 50 blokkot szerzett egy szezonban.
2019. április 15-én Williamson bejelentette, hogy részt vesz a 2019-es NBA-drafton. Miután a New Orleans Pelicans megnyerte a draft-lottót, Williamson apja, Lee Anderson azt mondta, hogy izgatottak azzal kapcsolatban, hogy New Orleans-ban játszhat, illetve tagadta, hogy a fia visszatérne egy második évre a Duke-hoz, azt mondva, hogy „Azt, hogy visszatérjen a Duke-hoz még csak figyelembe se vettük.”

## Profi pályafutása

### New Orleans Pelicans (2019–napjainkig)

#### 2019–2020: Sikeres debütáló év
2019. június 20-án a New Orleans Pelicans első helyen választotta Williamsont a 2019-es NBA-drafton. 2019. július 1-én aláírta első szerződését a Pelicans csapatával. Október 13-án elszakadt meniszkusza debütáló évadjának előszezonjában. Williamson három hónappal később mutatkozott csak be, 2020. január 22-én, a San Antonio Spurs elleni 121–117 végeredményű, elvesztett mérkőzésen. 18 percet játszott és 22 pontot szerzett, 7 lepattanó mellett. A negyedik negyedben 3:08 perc alatt csapatának összes pontját ő szerezte, sorozatban 17-et.

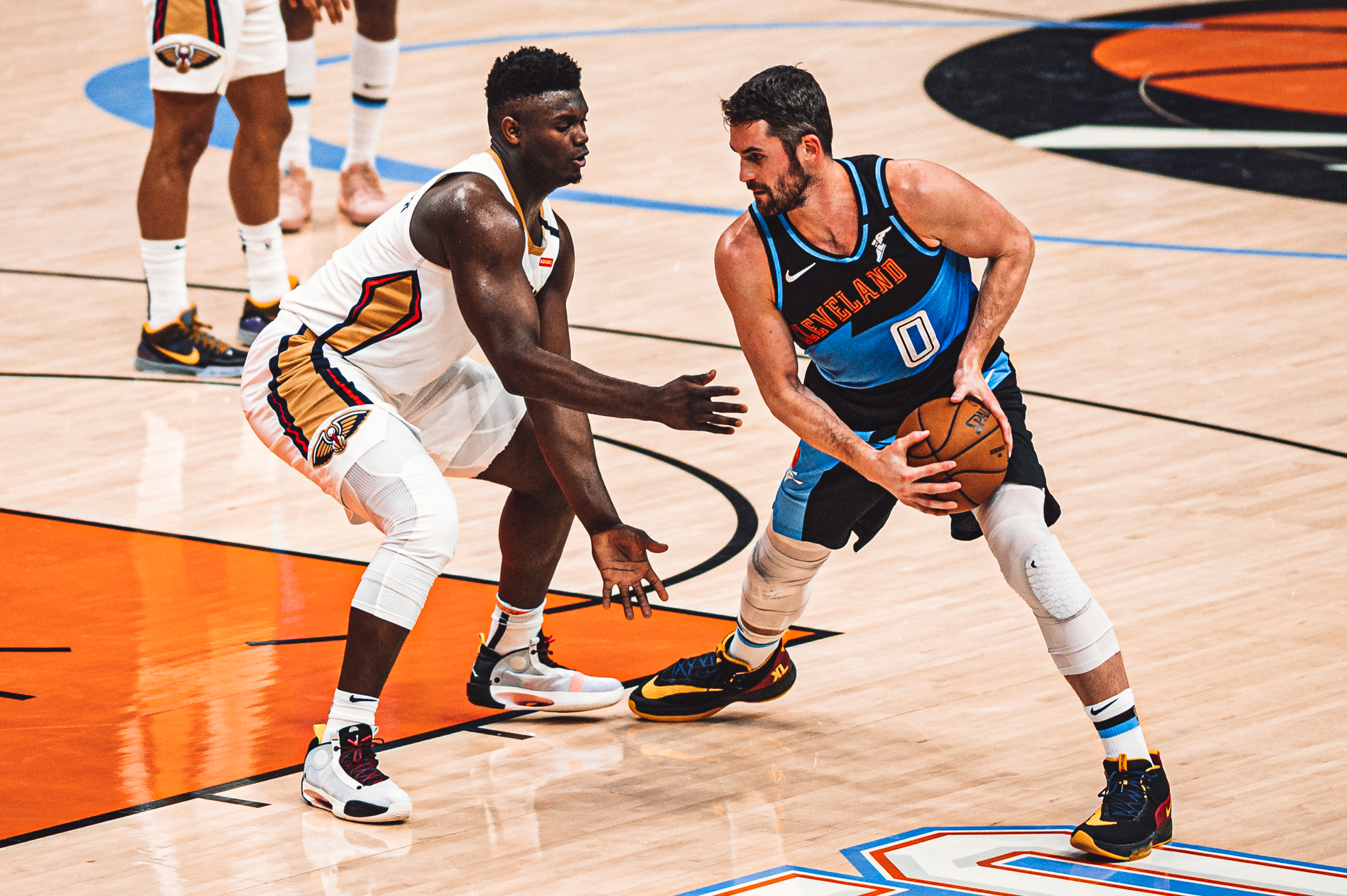
Williamson, Kevin Love ellen, 2020 januárjában

Első nyolc mérkőzésén Williamson legalább 20 pontot szerzett sorozatban négy meccsen, a leghosszabb sorozat, ami egy újoncnak sikerült abban a szezonban. Ezek mellett megdöntött egy Pelicans-rekordot is, mivel 20 pontot szerzett nyolcból hat meccsén, amivel egyben a hetedik legjobb lett az újoncok között (Ja Morant 19-et tudott felmutatni). Február 24-én vezetésével a Pelicans 115–101-re megverte a Golden State Warriors csapatát. 33 perc alatt 28 pontot szerzett, 65%-os hatékonysággal, amivel már sorozatban nyolc meccsen volt 20 pontja, így csak Carmelo Anthony állt előtte az ebben a kategóriában sikeresebb tinédzserek listáján. Később a szezonban ő lett az első tinédzser az NBA történetében, aki sorozatban 10 meccsen legalább 20 pontot tudott szerezni. Március 1-én Williamson akkor karriercsúcsnak számító 35 pontot szerzett, 7 lepattanó mellett a Los Angeles Lakers ellen.
Williamson szezonját 22,5 pontot (58,3%-os dobóhatékonysággal), 6,3 lepattanót és 2,1 gólpasszt átlagolva zárta. Pontokat és támadó lepattanókat tekintve első volt az újoncok között, míg lepattanókban második. Az első újonc lett Michael Jordan óta, aki első 20 mérkőzéséből 16-on is legalább 20 pontot tudott szerezni, illetve szintén Jordan 1983-as debütáló szezonja óta ő átlagolta a legtöbb pontot első 24 mérkőzése alatt. Szeptember 15-én beválasztották az Első újonc csapatba.

#### 2020–2021-es szezon: Első All Star-szereplés
2021. február 12-én Williamson karriercsúcs 36 pontot szerzett a Dallas Mavericks elleni 143–130-as vereség során, mindössze egy dobást kihagyva az egész meccsen. Ezzel a legfiatalabb játékos lett az NBA történetében, aki 30 pontot tudott szerezni, legalább 90%-os dobóhatékonysággal. 2021. február 23-án Williamsont beválasztották első All Star-csapatába. 2021. március 21-én 30 pontja és 6 lepattanója volt a Denver Nuggets elleni 113–108 arányú győzelem során.
A szezon közben Williamson beállította Kareem Abdul-Jabbar rekordját a leghosszabb 20-pontos mérkőzés-sorozatért, legalább 50%-os dobóhatékonysággal, a támadóidő 1954–es bevezetése óta. A sorozat végül 25 mérkőzésig nyúlt, megelőzve olyan legendákat, mint Wilt Chamberlain és Karl Malone, illetve utolérve Shaquille O’Neal rekordját. A sorozat a Brooklyn Nets ellen ért véget, április 7-én.

#### 2021–2022-es szezon: Sérülések
Az előszezonban Williamson jobb lábában eltört egy csont, aminek következtében meg kellett műteni a játékost. Szeptember végén a csapat vezetősége abban reménykedett, hogy esetleg a szezon kezdetére már vissza tud térni, de október közepére ezt decemberig tolták. Decemberben pedig bejelentették, hogy a sérülés a szokottnál lassabban gyógyult, így legalább négy-hat hetet ki kell még hagynia. Márciusban végül elismerték, hogy Williamson már nem fog pályára lépni a szezonban.

#### 2022–2023-as szezon: A visszatérés
2022. július 6-án Williamson aláírt egy öt éves szerződéshosszabbítást a New Orleans Pelicans csapatával, legalább 193 millió dollárért, ami 231 millióra emelkedhet, ha a 2022–2023-as szezonban beválasztják az egyik All-NBA-csapatba.
Williamson október 4-én tért vissza több, mint egy év után, 13 pontot szerezve, 4 lepattanó és egy-egy gólpassz, illetve labdaszerzés mellett, a Chicago Bulls elleni barátságos mérkőzésen.

## Statisztikák

### Egyetem
| Év      | Csapat           | JM | KM | JP/M | MG%  | 3P%  | BD%  | LP/M | GP/M | L/M | B/M | P/M  |
| ------- | ---------------- | -- | -- | ---- | ---- | ---- | ---- | ---- | ---- | --- | --- | ---- |
| 2018–19 | Duke Blue Devils | 33 | 33 | 30,0 | .680 | .338 | .640 | 8,9  | 2,1  | 2,1 | 1,8 | 22,6 |

### NBA

#### Alapszakasz
| Év        | Csapat               | JM  | KM  | JP/M | MG%  | 3P%  | BD%  | LP/M | GP/M | L/M | B/M | P/M  |
| --------- | -------------------- | --- | --- | ---- | ---- | ---- | ---- | ---- | ---- | --- | --- | ---- |
| 2019–2020 | New Orleans Pelicans | 24  | 24  | 27,8 | .583 | .429 | .640 | 6,3  | 2,1  | 0,7 | 0,4 | 22,5 |
| 2020–2021 | New Orleans Pelicans | 61  | 61  | 33,8 | .611 | .294 | .698 | 7,2  | 3,7  | 0,9 | 0,6 | 27,0 |
| 2022–2023 | New Orleans Pelicans | 29  | 29  | 33,0 | .608 | .368 | .714 | 7,0  | 4,6  | 1,1 | 0,6 | 26,0 |
| 2023–2024 | New Orleans Pelicans | 70  | 70  | 31,5 | .570 | .333 | .702 | 5,8  | 5,0  | 1,1 | 0,7 | 22,9 |
| 2024–2025 | New Orleans Pelicans | 30  | 30  | 28,6 | .567 | .231 | .656 | 7,2  | 5,3  | 1,2 | 0,9 | 24,6 |
| Karrier   | Karrier              | 214 | 214 | 31,4 | .589 | .327 | .689 | 6,6  | 4,3  | 1,0 | 0,6 | 24,7 |
| All Star  | All Star             | 1   | 1   | 14,0 | .556 | —    | —    | 1,0  | 0,0  | 0,0 | 0,0 | 10,0 |

#### Play-in
| Év      | Csapat               | JM | KM | JP/M | MG%  | 3P%  | BD%  | LP/M | GP/M | L/M | B/M | P/M  |
| ------- | -------------------- | -- | -- | ---- | ---- | ---- | ---- | ---- | ---- | --- | --- | ---- |
| 2024    | New Orleans Pelicans | 1  | 1  | 36,5 | .630 | .000 | .667 | 11,0 | 5,0  | 1,0 | 1,0 | 40,0 |
| Karrier | Karrier              | 1  | 1  | 36,5 | .630 | .000 | .667 | 11,0 | 5,0  | 1,0 | 1,0 | 40,0 |

## Magánélet
Williamson Salisbury-ben született (Észak-Karolina) Lateef Williamson és Sharonda Sampson gyerekeként. Lateef amerikai futballozott a Mayo High School csapatában és 1993-ban All-American csapatba választották. Egyetemen a Livingstone College-ban játszott. Sampson rövidtávfutó volt ugyanezen egyetemen és testnevelés tanár lett. Williamson-t a jelenleg Izrael területén található Sion-hegyről nevezte el. Mikor Williamson két éves lett, anyai ági nagyanyjának halálát követően családja Florence-be költözött. Mikor öt éves volt, szülei elválltak és anyja hozzáment Lee Andersonhoz, aki korábban egyetemen játszott kosárlabdát.
2019. július 23-án Williamson aláírt egy 75 millió dolláros szerződést a Jordan márkával. Ez a második legnagyobb összegű szerződés, amelyet egy újonc aláírt, LeBron James 90 millió dolláros szponzorációját követően.
2020. március 13-án Williamson megígérte, hogy kifizeti a Smoothie King Center dolgozóinak fizetését 30 napig, a 2019–2020-as NBA-szezon felfüggesztésének idején. Több játékos is követte példáját.